# 2039
Năm 2039  (số La Mã: MMXXXIX). Trong lịch Gregory, nó sẽ là năm thứ 2039 của Công nguyên hay của Anno Domini; năm thứ 39 của thiên niên kỷ 3 và của thế kỷ 21; và năm thứ mười của thập niên 2030.